# Rohan Haydon-Smith
Rohan Haydon-Smith, né le 5 février 2001, est un coureur cycliste australien. Il participe à des compétitions sur route et sur piste. 

## Biographie
Autrefois installé du côté de Sydney, Rohan Haydon-Smith réside actuellement dans l'État du Queensland. En 2025, il se distingue lors des championnats d'Australie de cyclisme sur piste en remportant les titres dans la poursuite par équipes et la course aux points,.

## Palmarès sur piste

### Championnats d'Océanie
- 2019
  -  Médaillé de bronze de l'omnium juniors

### Championnats nationaux
- 2019
  - 2e du championnat d'Australie du scratch juniors
  - 2e du championnat d'Australie du kilomètre juniors
- 2021
  - 3e du championnat d'Australie de poursuite par équipes
- 2022
  - 3e du championnat d'Australie de course aux points
- 2024
  - 2e du championnat d'Australie de poursuite par équipes
- 2025
  -  Champion d'Australie de course aux points
  -  Champion d'Australie de poursuite par équipes (avec James Moriarty, Declan Trezise et Noah Blannin)

## Palmarès sur route
- 2017
  - 3e du championnat d'Australie sur route U17
- 2019
  - 3e du championnat d'Australie du critérium juniors